# Sainte-Marie-du-Bois, Manche
Sainte-Marie-du-Bois là một xã thuộc tỉnh Manche trong vùng Normandie tây bắc nước Pháp. Xã này nằm ở khu vực có độ cao trung bình 155 mét trên mực nước biển.